# Anti
Anti – egipski bóg. Swoje miejsce kultu miał w Antaeopolis, w północnej części Górnego Egiptu.
Jego kult jest bardzo stary, pochodzi co najmniej z okresu drugiej dynastii, kiedy to miał już swoich kapłanów. Anti najprawdopodobniej był patronem dawnej okolicy Badari, które było centrum kultu Horusa. Przedstawiany jest jako sokół stojący na łodzi.